# Oulad Gouaouch
Oulad Gouaouch (franska: Oulad Gouaouch (CR), Oulad Gouaouch (Commune Rurale), arabiska: بني زرنتل) är en kommun i Marocko.   Den ligger i provinsen Khouribga och regionen Béni Mellal-Khénifra, i den nordöstra delen av landet, 150 km söder om huvudstaden Rabat. Antalet invånare är 3 094.